# 孫燕姿MSN線上演唱會
孫燕姿MSN線上演唱會是新加坡歌手孫燕姿於2002年6月8日舉行的一場演唱會，聯合MSN平台以網路付費直播的方式呈現，成為繼Madonna、Alanis Morissette之後第三位在網路舉辦演唱會的歌手。

## 背景
配合專輯《Leave》的發行，孫燕姿所屬的唱片公司華納音樂聯合微軟MSN網站，於2002年6月8日在MSN網站平台舉行線上演唱會。這場演唱會不僅是孫燕姿個人首次網路音樂會，也是亞洲地區首次舉辦線上付費演唱會。網友可以通過支付台幣99元，便可在6月8日8時至9時全程同步收看演唱會的現場直播，並可以在6月9日至22日期間不限次數欣賞演唱會的全程重播。此次演唱會以「Unplugged」的方式進行，現場開放200位幸運歌迷親臨觀看。

## 錄製與發行
2003年12月12日華納音樂與艾比茲娛樂科技合作，推出了《孫燕姿全球線上演唱會》iVD專輯。此專輯以CD-Rom為載體，只能使用電腦播放，並聯網完成授權，才可欣賞碟片內容。

### 曲目列表
1. 作戰
2. 直來直往
3. 愛從零開始
4. 眼神
5. 我要的幸福
6. 不同
7. 一樣的夏天
8. 我想
9. Leave
10. 我不愛